# 日喀则饭店

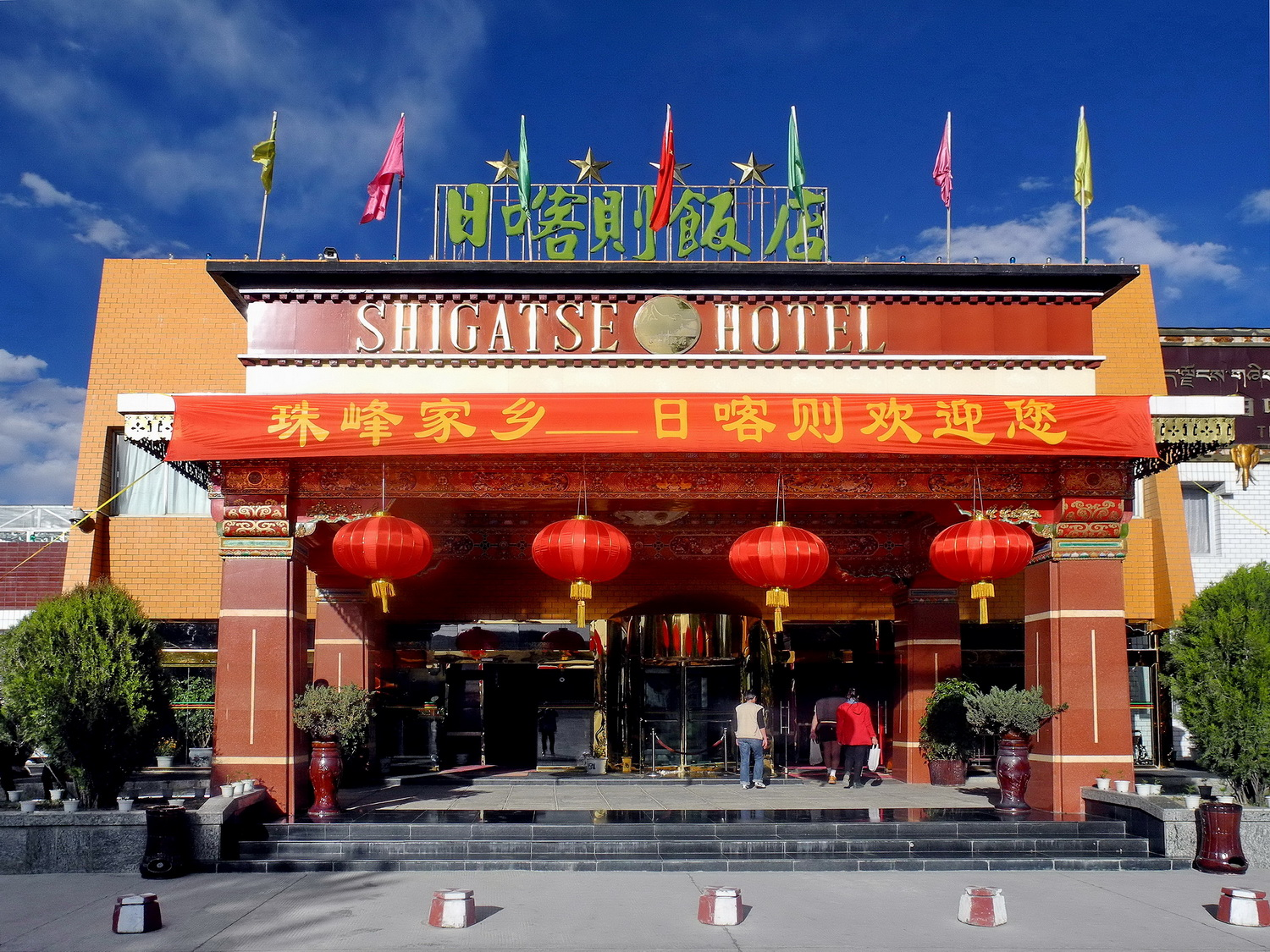
日喀则饭店

日喀则饭店（英語：Shigatse Hotel），位于西藏自治区日喀则市桑珠孜區。

## 简介
日喀则饭店是1984年确定的43项援藏工程之一，由山东省援建。1985年，西藏自治区成立二十周年时，日喀则饭店和日喀则地区百货大楼正式修建，日喀则市自此有了真正的现代建筑。

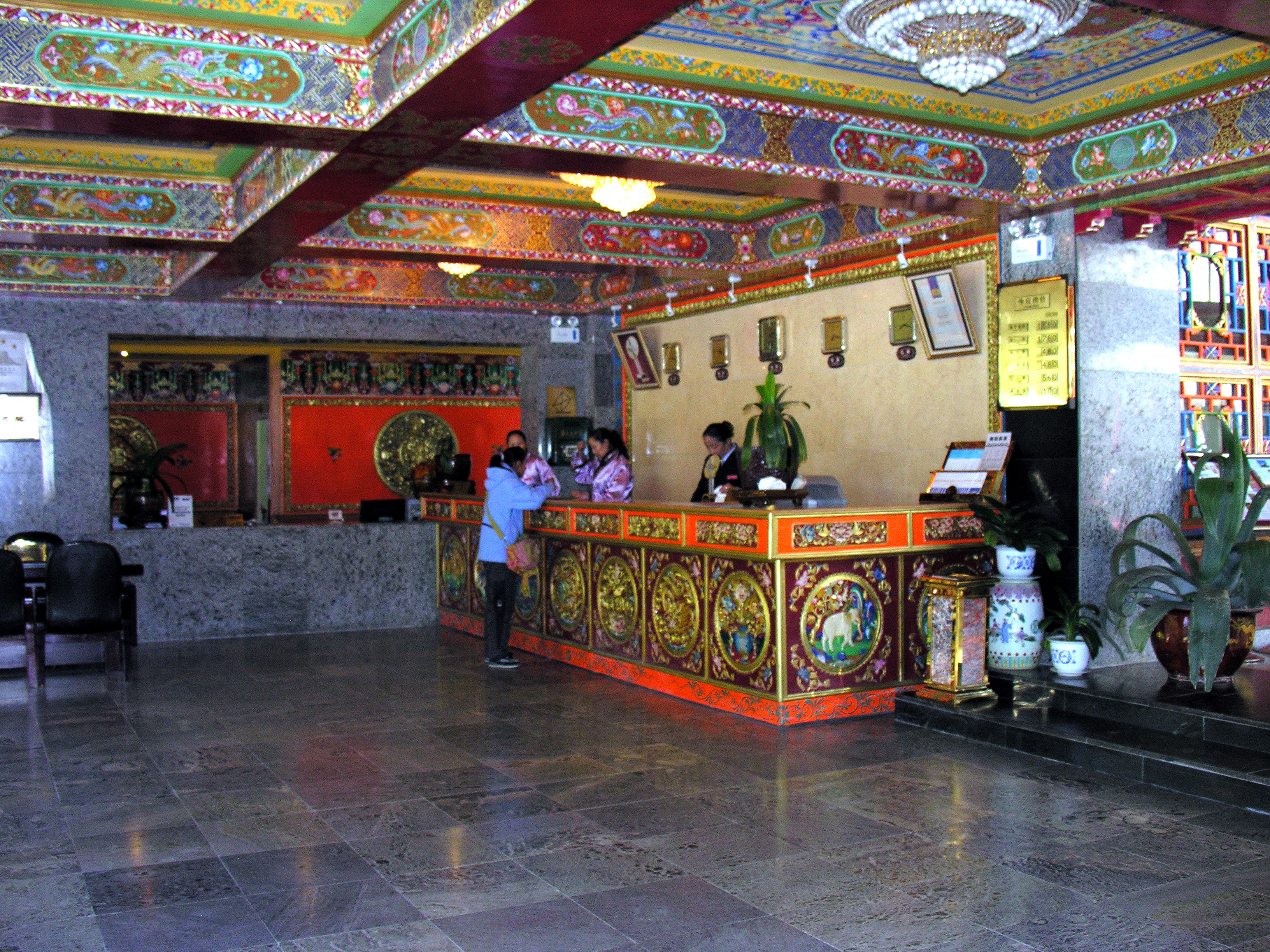
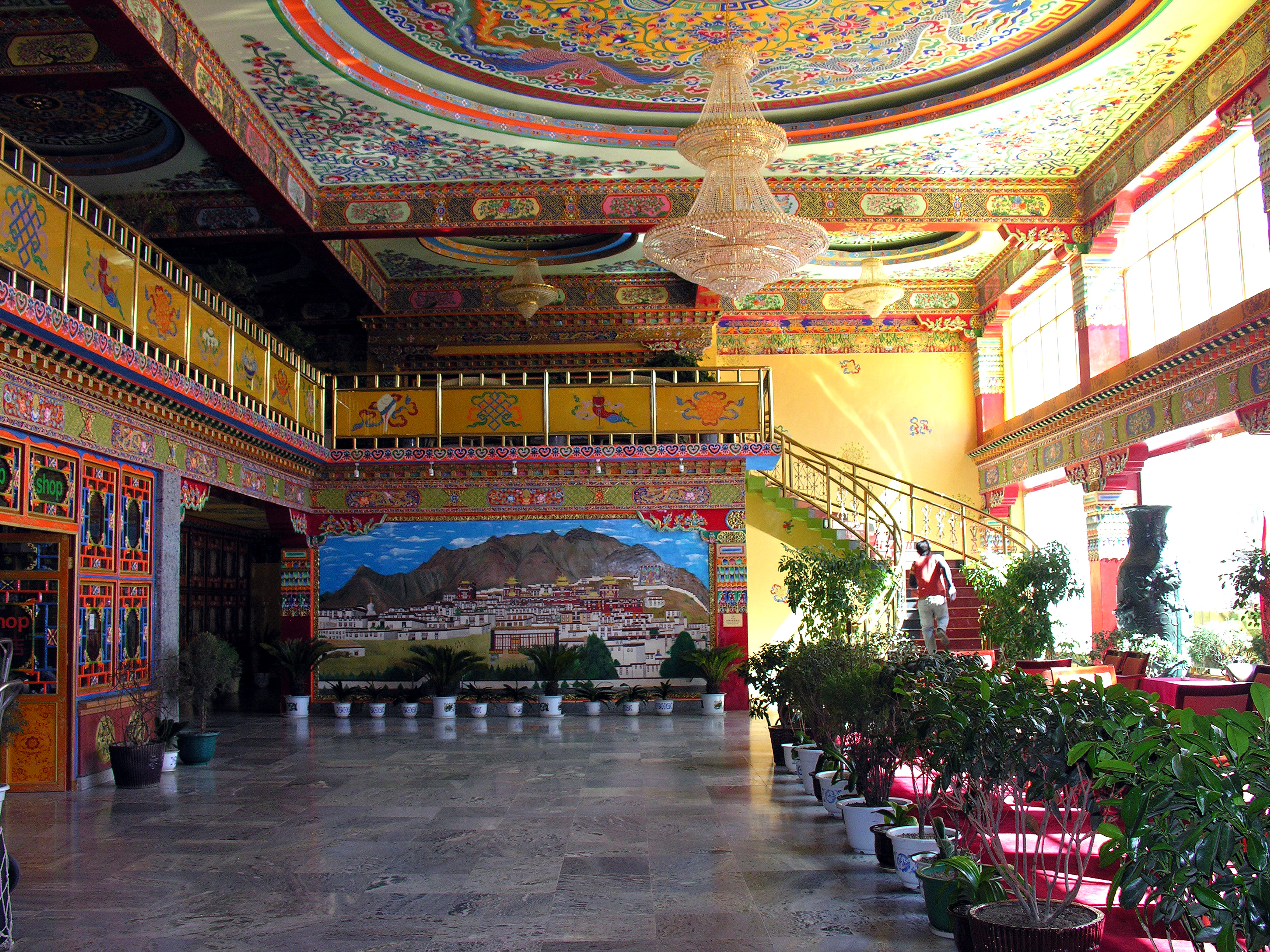
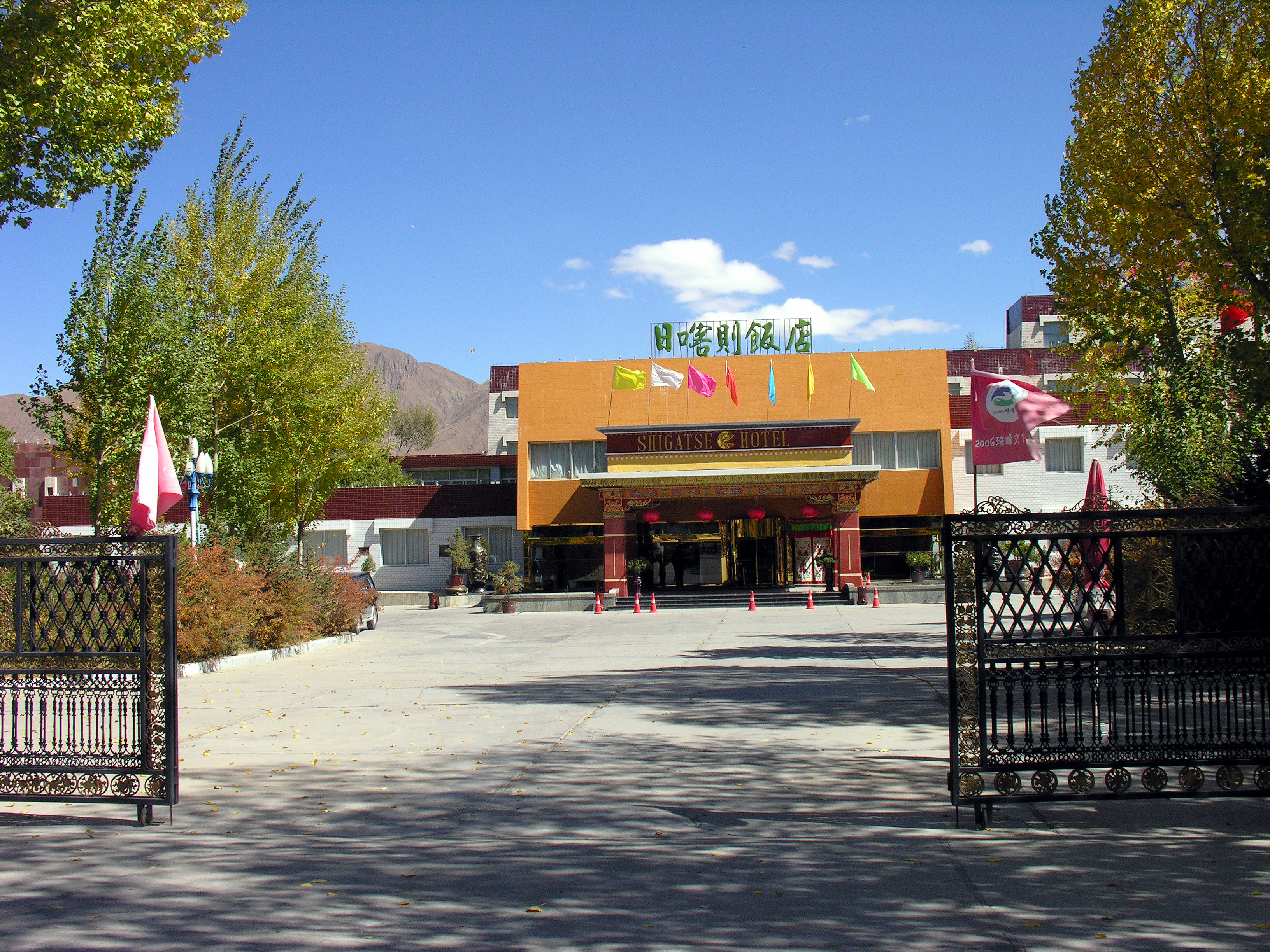